# Municipio de Jackson (condado de Dearborn)
El municipio de Jackson (en inglés: Jackson Township) es un municipio ubicado en el condado de Dearborn, en el estado estadounidense de Indiana. En el año 2010 tenía una población de 1705 habitantes y una densidad de 26,63 personas por km².

## Geografía
El municipio de Jackson se encuentra ubicado en las coordenadas 39°15′25″N 85°2′55″O / 39.25694, -85.04861. Según la Oficina del Censo de los Estados Unidos, el municipio tiene una superficie total de 64.03 km², de la cual 63.9 km² corresponden a tierra firme y (0.21%) 0.13 km² es agua.

## Demografía
Según el censo de 2010, había 1705 personas residiendo en el municipio de Jackson. La densidad de población era de 26,63 hab./km². De los 1705 habitantes, el municipio de Jackson estaba compuesto por el 98.77% blancos, el 0.29% eran afroamericanos, el 0.12% eran amerindios, el 0.06% eran asiáticos, el 0.53% eran de otras razas y el 0.23% pertenecían a dos o más razas. Del total de la población el 1.17% eran hispanos o latinos de cualquier raza.